# Epidendrum lancilabium
Epidendrum lancilabium är en orkidéart som beskrevs av Rudolf Schlechter. Epidendrum lancilabium ingår i släktet Epidendrum och familjen orkidéer. Inga underarter finns listade i Catalogue of Life.